# Pjotr Leonidovič Kapica
Pjotr Leonidovič Kapica (26. červnajul./ 8. července 1894greg. – 8. dubna 1984) byl sovětský experimentální fyzik moldavsko-ukrajinského původu, zabývající se fyzikou nízkých teplot (kryogeniky) a jevů probíhajících v plazmatu. Přispěl též k rozvoji fyziky silných magnetických polí, kvantové fyziky kondenzovaného stavu a elektroniky. Za zásadní objevy v oblasti fyziky nízkých teplot byl v roce 1978 odměněn Nobelovou cenou.
Kapica spolupracoval  s vysoce postavenými lidmi v sovětské vládě a měl na ně i vliv. Bylo to hlavně proto, že jeho objevy byly užitečné pro průmysl a také pravidelně psal zprávy o záležitostech vědecké politiky. Jeho zásluhou se podařilo zachránit vědce Vladimira Focka a Lva Landaua před Stalinovými čistkami ve 30. letech. Kapica se za ně přimluvil u Vjačeslava Molotovova s tvrzením, že oni dva jsou jediní, kteří budou schopni vyřešit důležité fyzikální výzvy té doby. Kapica byl také moderátorem ruského populárního a dlouho vysílaného vědeckého televizního pořadu Evidentní, ale neuvěřitelné.
Je po něm pojmenována planetka 3437 Kapica, kterou v roce 1982 objevila sovětská astronomka Ljudmila Karačkinová. Jsou po něm pojmenovány také některé veličiny: Kapicův odpor je tepelný odpor (který způsobuje teplotní diskontinuitu) na rozhraní mezi kapalným heliem a pevnou látkou, Kapicův–Diracův jev je kvantově mechanický jev spočívající v difrakci elektronů stojatou vlnou světla, v dynamice tekutin je Kapicovo číslo bezrozměrné číslo charakterizující tok tenkých vrstev tekutiny po svahu.

## Život

### Raná léta

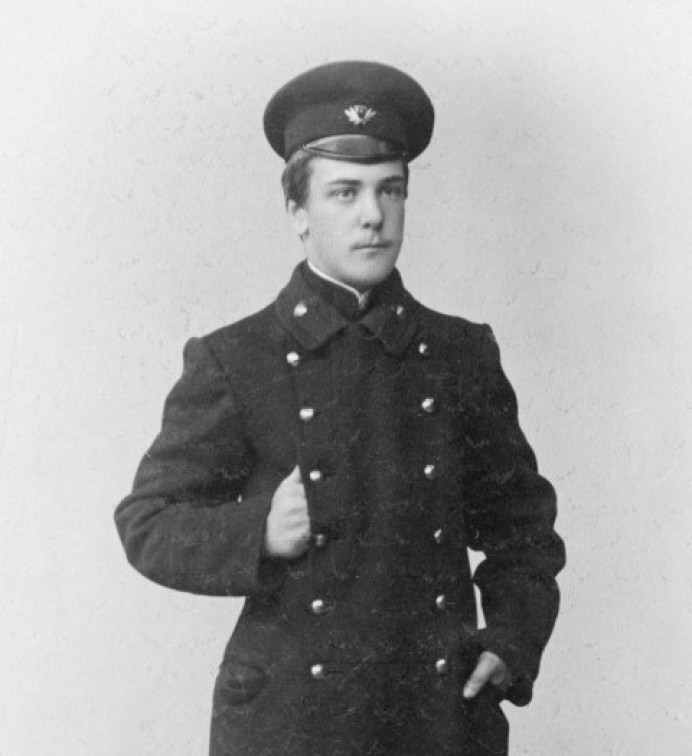
Kapica v roce 1912

Narodil se 8. července 1894 v Kronštadtu, v besarabsko-volyňské rodině vojenského inženýra Leonida Petroviče Kapici (moldavsky Leonid Petrovici Capița) a jeho ženy Olgy Jeronimovny z ukrajinské urozené rodiny Stěbnických (ukrajinsky Стебницькі). Vedle ruštiny Kapicova rodina ovládala i rumunštinu.. V roce 1918 absolvoval Petrohradskou vysokou školu polytechnickou. Již na studiích si jeho nadání všiml známý fyzik Abram Ioffe, který jej podporoval v začátcích profesionální kariéry. Po studiích tady pracoval do roku 1921 na katedře elektromechaniky.
Ve své první práci navrhl nový způsob přípravy tzv. Wollastonových drátů – velice tenkých zlatých nebo platinových drátků (o průměru menším než 1 μm). Tyto dráty se získávají tažením drátů ve stříbrném obalu. Kapica navrhl elektrolytické rozpouštění stříbra, aby zmenšil nebezpečí přetržení vlasového drátku.
V další své práci popsal Kapica originální konstrukci rentgenového spektrometru. Byl jím upraven tak, že se intenzita rentgenových paprsků odražených od krystalu mnohonásobně zvýšila.
Třetí práce se týkala metody určení magnetického momentu atomu. Spolu s N. N. Semjonovem navrhl metodu založenou na interakci magnetického momentu atomu s nehomogenním magnetickým polem. Stejnou metodu použili pro měření magnetického momentu Otto Stern a Walther Gerlach při měření magnetického momentu protonu.

### Práce v Cambridge

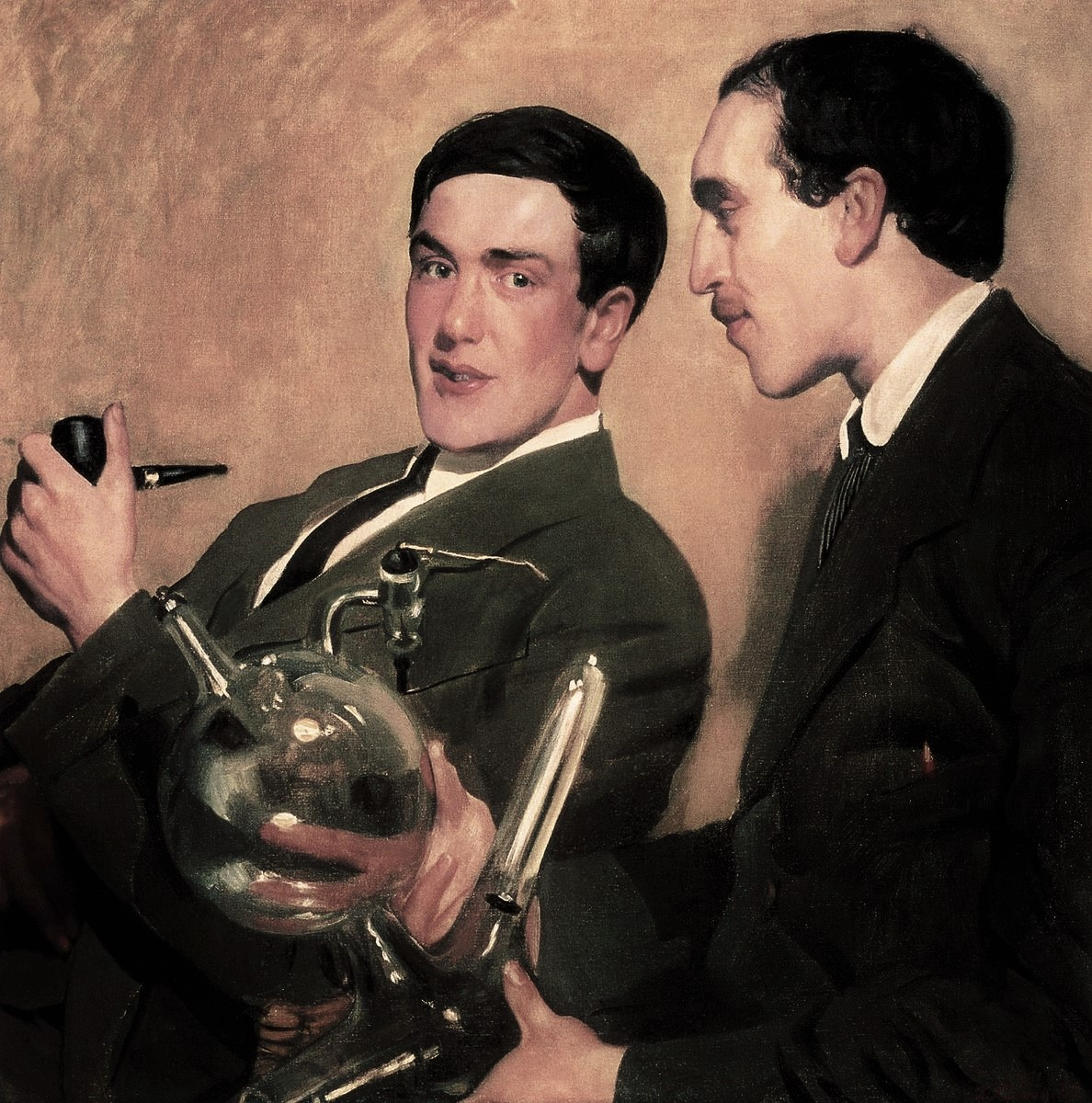
Kapica a Semjonov, portrét z roku 1921 (Boris Kustodijev)

Na přímluvu Ioffeho mohl Kapica v roce 1921 vycestovat do Velké Británie, kde získal místo v Cavendishově laboratoří v Cambridge. Jejím ředitelem byl v té době Ernest Rutherford. V říjnu 1922 založil svůj cambridgeský seminář (tzv. Kapicův klub) o problematice magnetických polí.V roce 1923 ho napadlo umístit Wilsonovu komoru do silného magnetického pole a pozoroval zakřivení dráhy částic alfa. V červnu 1923 obhájil doktorskou dizertační práci na toto téma. Začátkem roku 1925 byl jmenován zástupcem ředitele Cavendishovy laboratoře pro výzkum v oblasti magnetizmu.
Pro tyto výzkumy potřeboval extrémně silné magnetické pole. To ho v roce 1924 přivedlo ke konstrukci solenoidu, ve kterém se mu podařilo s pomocí přechodového jevu (prudkým zabrzděním rotoru dynama) na dobu asi 10 ms vytvořit magnetické pole o intenzitě 32 T. Díky velmi krátkému proudovému pulsu v solenoidu nedocházelo k jeho kritickému přehřátí a zničení.
V roce 1925 se stal Kapica členem Trinity College a v roce 1929 byl zvolen za člena Královské společnosti a členem-korespondentem Akademie věd SSSR.
Jedním z jeho objevů při výzkumu fyzikálních vlastností látek v silných magnetických polích je zákon lineární změny magnetického a elektrického odporu různých kovů. Tento tzv. Kapicův zákon, objevený v roce 1928, byl mikroskopicky hlouběji zdůvodněn až po třiceti letech, kdy byla stanovena topologická struktura Fermiho ploch v kovech.
Při vložení monokrystalů vizmutu do silného magnetického pole poprvé pozoroval tzv. anomální magnetostrikci – vizmut se při použití magnetického pole ve směru tzv. trigonální osy prodlužuje, zatímco je-li pole k této ose kolmé, vizmut se zkracuje.
V letech 1933–34 byl Kapica ředitelem pro něj zřízené Mondovy laboratoře (The Royal Society Mond Laboratory) kterou prosadil E. Rutherford. Zde pokračoval ve výzkumu vlivu silného magnetického pole na látky a též se zabýval fyzikou nízkých teplot. Navrhl originální metodu zkapalňování helia – helium se ochlazovalo konáním práce ve speciálním expanzním stroji – detanderu.

### Práce v Sovětském svazu

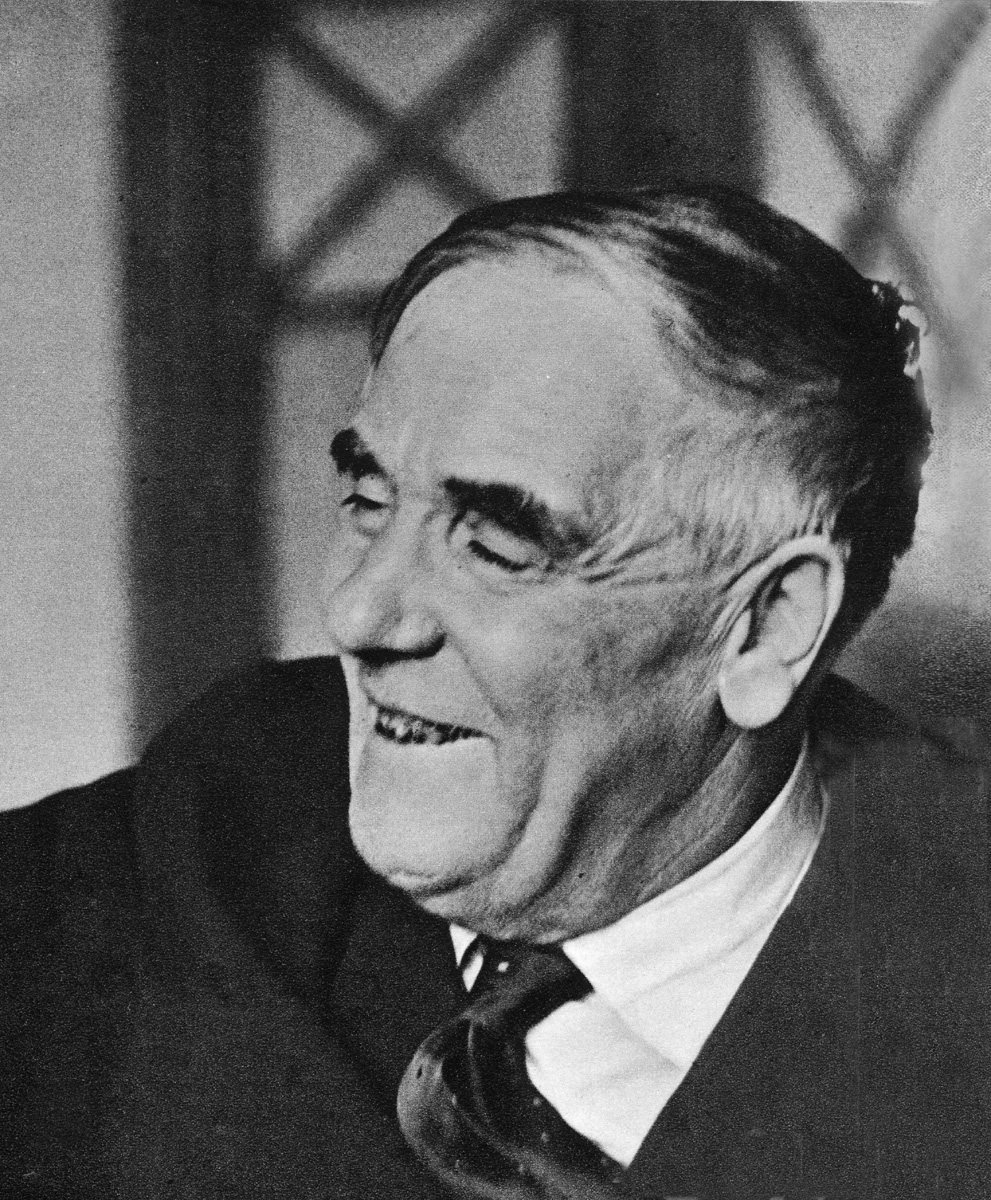
Petr Kapica, 1964

V roce 1934 byl na přednáškovém pobytu v Sovětském svazu. Jeho pas byl však zadržen a nebylo mu dovoleno opustit zemi. Kapica pak již nedostal povolení vrátit se do Anglie, ani cestovat do zahraničí.
Vzhledem k tomu, že jeho zařízení pro výzkum vysokého magnetického pole zůstalo v Cambridgi, zaměřil svůj výzkum ke studiu nízkoteplotních jevů. Začal kritickou analýzou stávajících metod pro dosažení nízkých teplot a v roce 1934 vyvinul nové a originální zařízení. Bylo založené na adiabatickém principu, při kterém nedochází k tepelné výměně mezi soustavou a okolím. Děj probíhá při dokonalé tepelné izolaci, takže soustava žádné teplo nepřijímá ani nevydává.
Adiabatický děj využil pro výrobu významného množství kapalného helia. Zahájil tak sérii experimentů s kapalným heliem. Tento výzkum vyvrcholil v roce 1937 objevem supratekutosti, tedy absenci měřitelné viskozity v kapalném heliu-4 ochlazeném pod 1,8 K. Kapica zdokumentoval vlastnosti supratekutého helia-4 v sérii článků. To vedlo ve svém důsledku ke vzniku nového fyzikálního oboru – kvantové fyziky kondenzovaného stavu. K rozpracování teorie supratekutosti brzy nato významně přispěl Lev Davidovič Landau, jehož propuštění z vězení krátce předtím zdůvodňoval Kapica právě jeho schopnostmi pro tento naléhavý úkol.
Díky jeho vlivným zahraničním kontaktům (a zejména pomoci Rutherforda) mu bylo posléze nabídnuto, aby vytvořil Institut fyzikálních problémů při Sovětské akademii věd – s vybavením zakoupeným sovětskou vládou z Mondovy laboratoře v Cambridge. Z ústavu vytvořil špičkové fyzikální pracoviště na světové úrovni. 
V letech 1939–1945 byl Kapica profesorem na moskevské univerzitě. Od roku 1939 byl řádným členem Akademie věd SSSR. V roce 1941 při experimentálním studiu tepelné výměny v kapalném heliu zjistil, že při přestupu tepla z pevné látky do kapalného helia se objeví na rozhraní konečný rozdíl teploty. Tento jev byl nazván Kapicův skok.
V roce 1939 vyvinul novou metodu zkapalňování vzduchu nízkotlakým cyklem pomocí speciální vysoce účinné expanzní turbíny. V důsledku toho byl během druhé světové války pověřen vedením oddělení kyslíkového průmyslu při Radě ministrů SSSR. Zde rozvíjel své nízkotlaké expanzní techniky pro průmyslové účely. Vynalezl vysoce výkonné mikrovlnné generátory (1950–1955) a objevil nový druh kontinuálního vysokotlakého plazmového výboje s teplotou elektronů nad 1 000 000 K.
Během války se Kapica podílel také na vývoji atomové bomby. V roce 1945 se ale pohádal s šéfem NKVD Lavrentijem Berijou, který měl na starosti sovětský projekt atomové bomby. Napsal Josifu Stalinovi o Berijově neznalosti fyziky a jeho aroganci. Stalin podpořil Kapicu a nařídil Berijovi, že musí spolupracovat s vědci. Přesto v roce 1946 Kapica odmítl zúčastnit se vývoje sovětské atomové bomby, a proto byl odvolán z funkce ředitele Ústavu fyzikálních problémů a zbaven možnosti zde pracovat.
Na své chatě si proto zařídil malou laboratoř a pokračoval ve vědecké práci. Zpočátku se věnoval mechanice a hydrodynamice, ale koncem 40. let se začal zabývat konstrukcí výkonných vysokofrekvenčních generátorů. Podle svých výpočtů zkonstruoval vysokofrekvenční generátory planotron a nigitron. Během výzkumu vlivu vysokofrekvenčního elektromagnetického pole na látky přišel na myšlenku použít ho k ohřevu plazmatu. Při umístění baňky s plynným heliem do vysokofrekvenčního pole vznikl totiž v baňce jasně svítící výboj a baňka se roztavila.
V lednu 1955 (dva roky po Stalinově smrti) se mohl Kapica vrátit na místo ředitele Institutu fyzikálních problémů, kterým pak byl až do své smrti. Pokračoval ve výzkumech v oblasti elektroniky velkých výkonů a fyziky plazmatu. K nigitronu připojil komoru, která představovala vysokofrekvenční rezonátor a plnil ji různými plyny (heliem, vodíkem, deuteriem). Uprostřed komory vznikl šňůrový plazmový výboj o teplotě asi 1 milion K. Pokoušel se tak způsobit řízenou termonukleární fúzi. Na téma termonukleární fúze pak publikoval řadu vědeckých článků.
Vedle mnoha jiných ocenění obdržel za svůj vědecký přínos v oboru fyziky nízkých teplot roku 1978 Nobelovu cenu za fyziku. Spolu s ním cenu dostali Američané Arno Allan Penzias a Robert Woodrow Wilson (za objev reliktního mikrovlnného záření).

### Osobní život
Kapica se po smrti své první ženy a dvou synů během chřipkové epidemie krátce po 1. světové válce znovu oženil v roce 1927 s Annou Alexejevnou Krylovovou (1903-1996), dcerou významného matematika Alexeje Nikolajeviče Krylova. Měl s ní dva syny Sergeje a Andreje. Sergej Kapica (1928–2012) byl fyzik a demograf. Andrej Kapica (1931–2011) byl geograf. Zasloužil se o objev a pojmenování jezera Vostok, největšího podledovcového jezera v Antarktidě, které leží 4 000 metrů pod ledovou čepicí kontinentu.
Kapica byl známý svým nebojácným občanským chováním. V roce 1938 pomohl riskantní intervencí zachránit několik svých kolegů před smrtí ve stalinských věznicích (L. D. Landau, V. A. Fock), nebál se korespondenčně polemizovat s nejvyššími vládnoucími místy včetně Stalina. V seznamu jeho korespondence bylo nalezeno přes 300 položek, z toho 50 samotnému Stalinovi. Odmítl spolupracovat na vývoji atomové bomby, na vlastní žádost byl uvolněn z členství ve výboru pro využití atomové energie. Byl členem mírových iniciativ (např. Pugwashského hnutí) a podporoval čisté životní prostředí. Roku 1973 odmítl (jako jediný) podepsat dopis členů Akademie věd SSSR odsuzující občanské postoje a aktivity A.Sacharova.
Kapica zemřel 8. dubna 1984 v Moskvě ve věku 89 let, jeho žena ho přežila o 12 let.

## Vyznamenání a ocenění

### V zahraničí

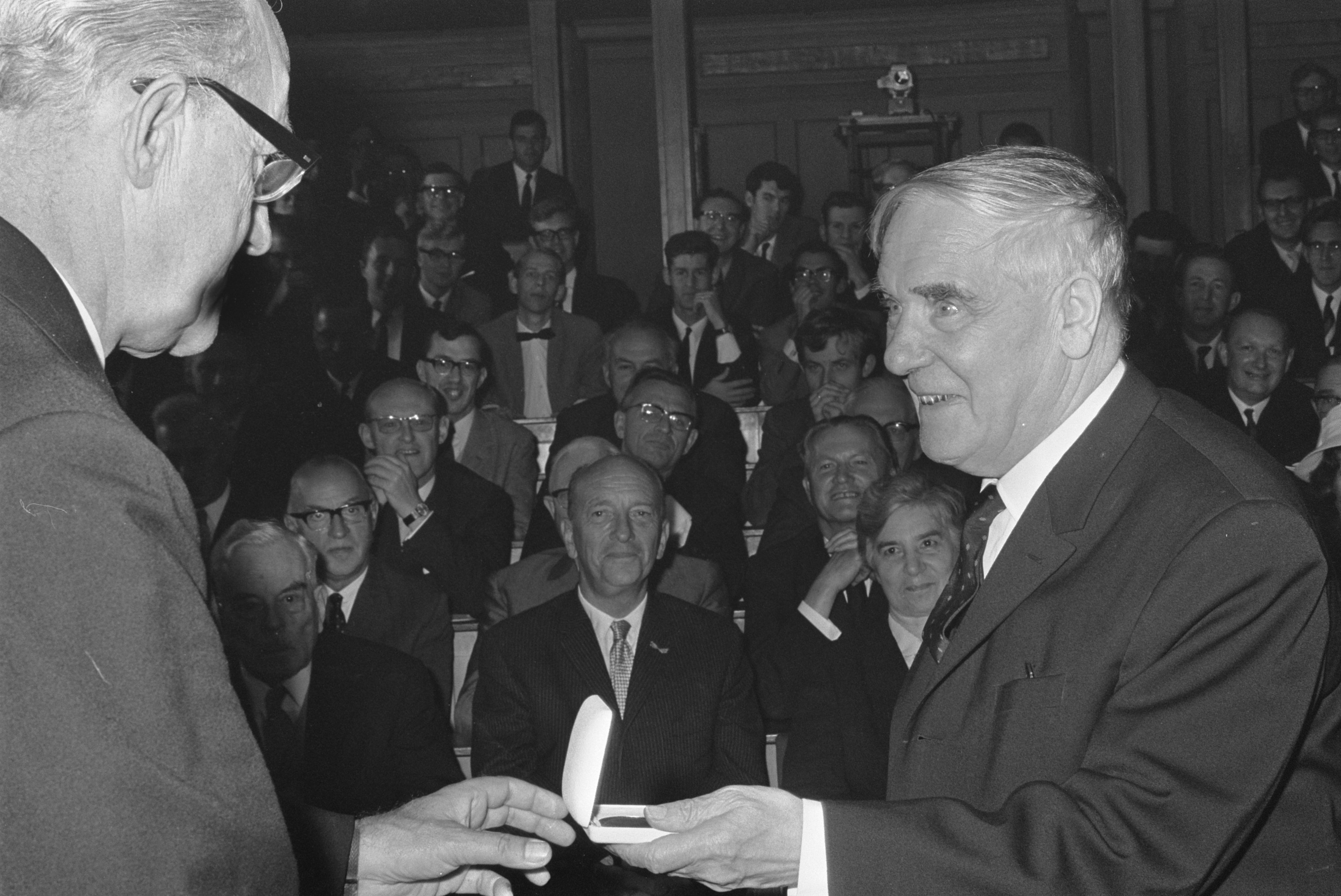
Pjotr Kapica přebírající medaili Kamerlingha Onnese, Nizozemsko 1968

- V roce 1929 byl zvolen členem britské Královské společnosti (Royal Society for the Improvement of Natural Knowledge - FRS).[13]
- V roce 1958 byl zvolen členem Německé akademie věd Leopoldina.[14]
- V roce 1966 do stal povolení navštívit Cambridge, aby převzal Rutherfordovu medaili a cenu. Bylo to dvacet tři let po jeho odchodu do Ruska.[15][16]
- V roce 1978 získal Nobelovu cenu za fyziku za své základní vynálezy a objevy v oblasti fyziky nízkých teplot a za svou dlouhodobou roli lídra v této oblasti. O cenu se podělil s Arno Allanem Penziasem a Robertem Woodrowem Wilsonem, kteří ji získali za objev kosmického mikrovlnného pozadí.[17]

### V Sovětském svazu
- Hrdina socialistické práce (1945 a 1974)
- Stalinova cena 1. třídy (1941 a 1943)
- Nobelova cena za fyziku (1978)
- Lomonosovova zlatá medaile (1959)
- Cotheniova medaile (1959)
- Simonova pamětní cena (1973)
- Leninův řád (1943, 1944, 1945, 1964, 1971)
- Řád rudého praporu práce (1954)
- Jubilejní medaile "Na památku 100. výročí narození Vladimíra Iljiče Lenina"
- Medaile "Veterán práce"
- Medaile "Za obranu Moskvy"
- Medaile "Za statečnou práci ve Velké vlastenecké válce 1941–1945"
- Medaile "Na památku 800. výročí Moskvy"
- Řád partyzánské hvězdy (Jugoslávie)